# Socket.IO
Socket.IO는 실시간 웹 애플리케이션을 위한 이벤트 기반 라이브러리이다. 웹 클라이언트와 서버 간의 실시간 양방향 통신을 가능케 한다. 두 부분이 있다: 브라우저에서 실행되는 클라이언트 사이드 라이브러리, 그리고 Node.js용 서버 사이드 라이브러리. 두 구성 요소는 거의 동일한 API를 갖고 있다.
NPM(노드 패키지 관리자)를 사용하여 설치할 수 있다.

## 같이 보기
- 자바스크립트 프레임워크
- 자바스크립트 라이브러리